# 5-Aminolevulinat sintaza
5-Aminolevulinat sintaza (EC 2.3.1.37, ALAS, ALA sintaza, alfa-aminolevulinsko kiselinska sintaza, delta-aminolevulinatna sintaza, delta-aminolevulinatna sintetaza, delta-aminolevulinsko kiselinska sintaza, delta-aminolevulinsko kiselinska sintetaza, delta-aminolevulinska sintetaza, 5-aminolevulinatna sintetaza, 5-aminolevulinsko kiselinska sintetaza, ALA sintetaza, aminolevulinatna sintaza, aminolevulinatna sintetaza, aminolevulinsko kiselinska sintaza, aminolevulinsko kiselinska sintetaza, aminolevulinska sintetaza) je enzim sa sistematskim imenom sukcinil-KoA:glicin C-sukciniltransferaza (dekarboksilacija). Ovaj enzim katalizuje sledeću hemijsku reakciju
sukcinil-KoA + glicin {\displaystyle \rightleftharpoons } 5-aminolevulinat + KoA + CO2
Ovaj enzim je piridoksal-fosfatni protein. Enzim u eritrocitima se genetički razlikuje od drugih tkiva.

## Literatura
- Nicholas C. Price; Lewis Stevens (1999). Fundamentals of Enzymology: The Cell and Molecular Biology of Catalytic Proteins (Third изд.). USA: Oxford University Press. ISBN 019850229X.
- Eric J. Toone (2006). Advances in Enzymology and Related Areas of Molecular Biology, Protein Evolution (Volume 75 изд.). Wiley-Interscience. ISBN 0471205036.
- Branden C; Tooze J. Introduction to Protein Structure. New York, NY: Garland Publishing. ISBN 0-8153-2305-0.
- Irwin H. Segel. Enzyme Kinetics: Behavior and Analysis of Rapid Equilibrium and Steady-State Enzyme Systems (Book 44 изд.). Wiley Classics Library. ISBN 0471303097.

## Spoljašnje veze
- 5-aminolevulinate+synthase на 